# Alice Doyard
Alice Doyard (née en 1972) est une cinéaste française oscarisée. Elle est spécialisée dans l'histoire et les effets des conflits internationaux . Elle a été faite Chevalier de l'Ordre des Arts et des Lettres par le gouvernement français en 2021. La même année, elle a été nommée parmi les 50 Français les plus influents par le magazine Vanity Fair.

## Jeunesse et éducation
Doyard est née à Grenoble en 1972, dans une famille de quatre enfants, de Jean Doyard, ingénieur, et de son épouse Catherine, journaliste indépendante. Elle s'installe à Paris au début de son adolescence.
Doyard a fait ses études au lycée Carnot, dans le 17e arrondissement de Paris. Après son baccalauréat, elle a étudié à l'université Paris Dauphine, où elle a obtenu une licence et une maîtrise de mathématiques. Elle a également étudié les médias et le cinéma à l'université DePaul de Chicago.
Avant de devenir cinéaste, Doyard a travaillé dans le secteur bancaire en tant qu'analyste des risques, puis comme statisticien à la Banque centrale européenne à Francfort.

## Travail
Elle est devenue cinéaste en 2006, commençant comme chercheuse et assistante productrice sur des projets documentaires avec la BBC, ARTE, ITV et d'autres.
En 2021, Alice Doyard a remporté un Oscar pour son travail de productrice créative sur le court métrage documentaire Colette, qui suit le parcours d'une jeune historienne du nord de la France, Lucie Fouble, et de Colette Marin-Catherine, une ancienne résistante de 92 ans, qui retracent ensemble le parcours du frère de Colette, Jean-Pierre, déporté en Allemagne nazie à l'âge de 19 ans. Le film a été distribué par Guardian Films du Royaume-Uni et a également remporté le prix du meilleur court métrage documentaire au Big Sky Festival dans le Montana et le Young Cineastes Award au Palm Springs International Film Festival.
En 2022, Doyard a remporté le prix de la Foreign Press Association du meilleur documentaire et reportage de l'année pour « I Call Him By His Name », un film de la BBC qu'elle a réalisé et produit sur les crimes de guerre commis à Bucha, en Ukraine. Pour BBC2, elle a réalisé « Plateforme 5 – Évasion d'Ukraine », un film sur les premiers jours de la guerre russo-ukrainienne, suivi de « Retour sur la Plateforme 5 – Familles en guerre » en 2024.
En 2023, elle a produit et réalisé le documentaire « Brave Britain with Fergal Keane » diffusé sur BBC One, qui a vu le journaliste de la BBC Fergal Keane revisiter les personnes et les lieux de la série en trois parties Forgotten Britain pour la deuxième fois, dans des endroits comme Cornwall, Glasgow et Leeds.
En 2024, Alice Doyard a été nommée pour un Emmy Award avec son équipe de la BBC pour leur couverture du conflit au Moyen Orient et en Ukraine. En tant que productrice News pour la BBC, elle a été déployée en Europe, en Ukraine, au Moyen-Orient, au Congo, au Zimbabwe et en République centrafricaine, et a été membre de l'équipe qui a remporté une Nymphe d'or au Festival de télévision de Monte-Carlo en 2018 pour avoir couvert en direct la chute de Robert Mugabe au Zimbabwe. Pour la BBC, elle a également travaillé sur le terrorisme et la crise des migrants en Europe.
Parmi ses autres œuvres documentaires, on compte Living with PTSD (BBC), Remembering Nuremberg, 75 Years On (BBC), The Confined: A Story of Hidden Children (BBC), The Remarkable Resistance of Lilo (BBC), Resistance Women: The Fight Against Hitler in Berlin (BBC), World War One from Above (BBC), Teenage Tommies (BBC), Terres de Cinéma: Bridget Jones et London (Arte), Les Apprentis Sorciers du Climat/Clockwork Climate (Arte), Immortalité/Waiting for Immortality (Arte) et Enfants Forçats/Child Slave Labourers (Arte).

## Vie personnelle
Alice Doyard est mariée à l'écrivain et correspondant de guerre Fergal Keane. Elle est mère de trois filles et a deux enfants par alliance. Elle vit à Paris ou à Londres.